# Sint-Brigidabron

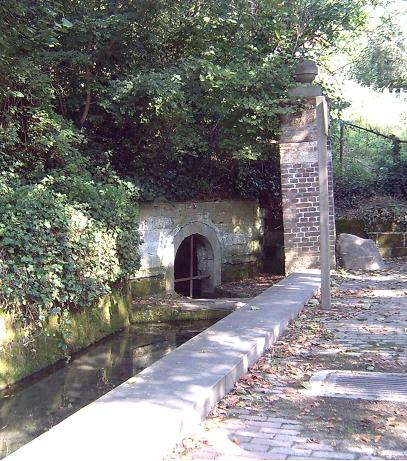
Het huisje van de bron met de pijler.

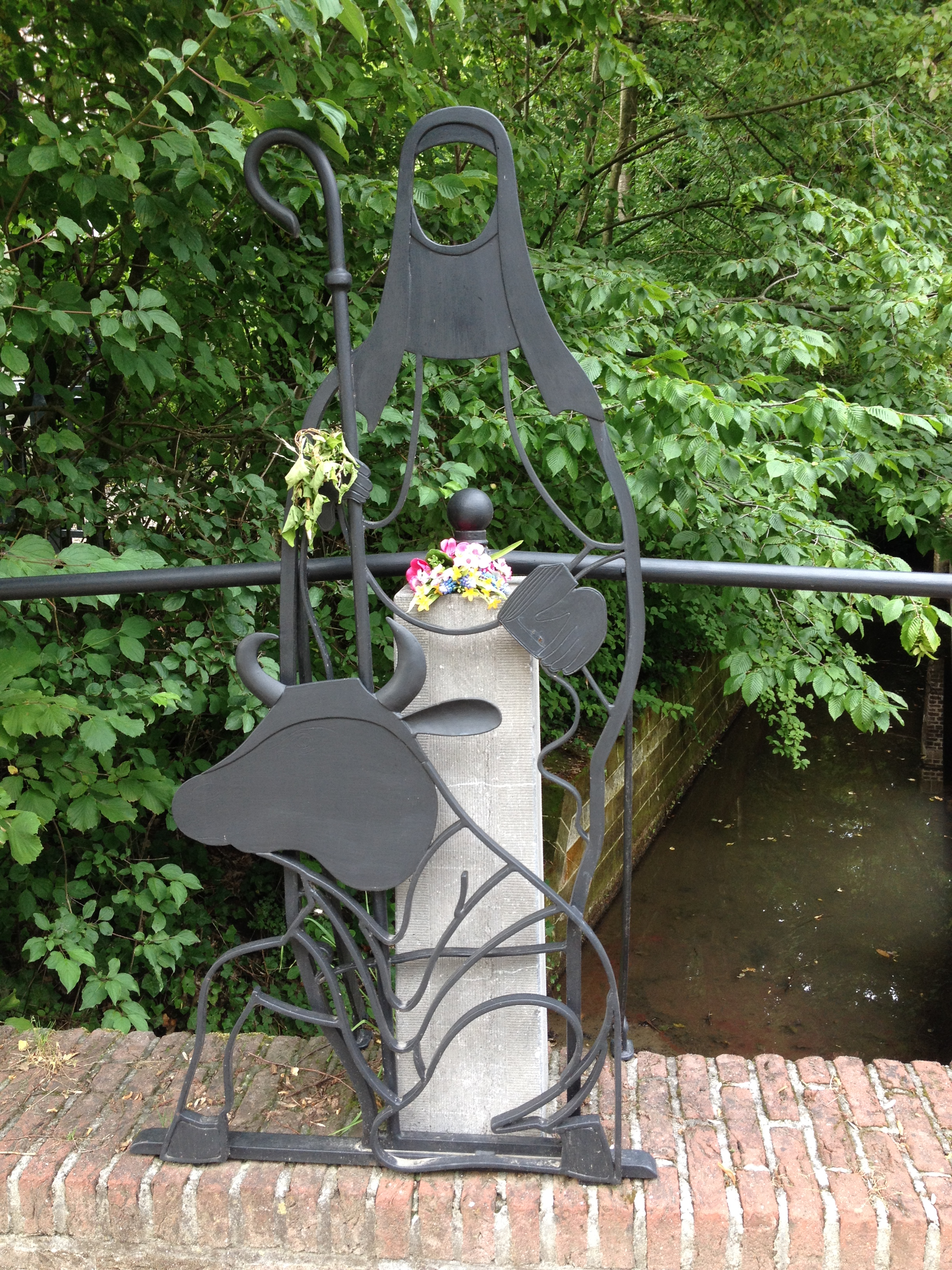
Kunstwerk door Math Wanders.

De Sint-Brigidabron is een bron in de buurtschap Wesch in Noorbeek in de Nederlandse Zuid-Limburgse gemeente Eijsden-Margraten. Hier ontspringt de beek de Noor die zich verder afwatert via de Voerstreek naar de Voer en de Maas.
De bron dankt haar naam aan de patroonheilige van het dorp Noorbeek Sint-Brigida. Het dorp is dan weer vernoemd naar de beek.
De Sint-Brigidabron ontspringt in het Noordal onderaan de helling van de heuvelrug waar Bergenhuizen op ligt. Hier heeft men in 1858 om de bron een stenen huisje gebouwd waarin het water uit de grond komt. Daarna stroomt het water door de hier gelegen wasplaats uit de 18e eeuw. Deze bestaat uit een gemetselde kade, een trapje om bij het water te komen, twee bolvormige ornamenten die het trapje flankeren en een pijler van baksteen met een natuurstenen bekroning. De wasplaats is een rijksmonument. Aan de andere zijde van de wasplaats heeft men een stenen muur gebouwd. Na het kruisen van de weg Noorbeek-Mheer kan de beek vrij zijn weg vervolgen door het Noordal. Op de plek waar de beek onder de weg doorstroomt is in 2008 een kunstwerk van de Noorbeekse kunstsmid Math Wanders geplaatst dat de heilige Brigida met vee voorstelt.